# Фенестрелле
Фенестрелле (італ. Fenestrelle, п'єм. Fenestrele) — муніципалітет в Італії, у регіоні П'ємонт,  метрополійне місто Турин.
Фенестрелле розташоване на відстані близько 560 км на північний захід від Рима, 55 км на захід від Турина.
Населення — 540 осіб (2014).
Щорічний фестиваль відбувається 25 серпня. Покровитель — San Luigi IX re di Francia.

## Демографія
Населення за роками:

Станом на 1 січня 2023 року в муніципалітеті офіційно проживало 16 іноземців з 5 країн, серед них 10 громадян країн Євросоюзу.

## Сусідні муніципалітети
- Масселло
- Маттіє
- Меана-ді-Суза
- Праджелато
- Рур
- Уссо